# Cathérine de la Chevallerie, Baronesse de la Motte
Cathérine de la Chevallerie, Baronesse de la Motte (auch: Catherine Dupuis de Sacetot und Cathérine oder Katharina Sassetost; geboren um 1644 in La Motte, Poitou; gestorben nach dem 4. Juli 1713) war eine Hofdame am Kurfürstlichen Hof der Welfen und königlich preußische Oberhofmeisterin. Die neun erhaltenen Briefe ihrer Korrespondenz mit Gottfried Wilhelm Leibniz gehören als Bestandteil des aus rund 15.000 Briefen bestehenden Briefwechsels von Leibnitz zum Weltdokumentenerbe der UNESCO.

## Leben
Cathérine de la Chevallerie war eine Angehörige des Zweiges der Barone de la Motte aus dem Adelsgeschlecht de la Chevallerie.
Ab 1665 war de la Chevallerie Hofdame der späteren Kurfürstin Sophie. Kurz vor dem 11. Mai 1679 heiratete sie den späteren kurfürstlich hannoverschen Oberstallmeister Isaac Anton de Sansdouville Dupuis de Sacetôt. Dem Ehepaar wurde der am 7. Mai 1684 im Leineschloss in der Schlosskirche Hannover getaufte Carl August von Sacetot geboren (gestorben 3. April 1756, möglicherweise in Berlin).
Später war de la Chevallerie Oberhofmeisterin von Sophie Dorothea von Hannover.
Bis vor 1698 stand de la Chevallerie in Bezug zu Sophie Dorothea von Braunschweig-Lüneburg.
Ab etwa 1698 und bis Dezember 1707 stand de la Chevallerie in schriftlicher Korrespondenz mit Leibniz.